# Aliartos
Aliartos (græsk: Αλίαρτος) er en lille by og kommune i den regionale enhed Boiotien i periferien Centralgrækenland i Grækenland, 109 kilometer fra Athen. Ved folketællingen i 2011 var der 10.887 indbyggere i kommunen, heraf 4.847 i byen Aliartos. Dens navn kommer fra den antikke by Haliartus.

## Geografi
Aliartos ligger i centrum af Kopaissletten (Kωπαΐδα). Kommunen Aliartos dækker et område på 256,5 km 2, den kommunale enhed Aliartos 148.355 km 2 og byen 66 km2.

## Historie
Den moderne by Aliartos er en nyere skabelse. I begyndelsen af det 19. århundrede var der på stedet to små landbrugsbebyggelser, Moulki (Μούλκι) og Krimpas (Κριμπάς). I 1835 blev navnet på det gamle Haliartus genoplivet for den nyetablerede kommune, som omfattede disse bosættelser. Krimpas blev omdøbt til Aliartos i juni 1919, men i 1951 blev bebyggelsen opløst og navnet blev overført i juli 1953 til Moulki.  Navnene på Moulki og Krimpas overlever som kvarterer i den nye by.